# Кукель, Болеслав Казимирович
Болесла́в Казими́рович Ку́кель (21 апреля 1829, Бобруйск — 6 июня 1869, Карлсбад) — генерал-майор русской императорской армии (1862), выпускник Военно-инженерной академии (1850), начальник казачьего отделения Главного управления Восточной Сибири (1856), начальник Штаба войск Восточной Сибири (1859). Председатель Восточно-Сибирского отдела Императорского Русского географического общества, принимал активное участие в общественных комитетах. В 1863 году назначен военным губернатором Забайкальской области, наказным атаманом Забайкальского казачьего войска. В 1866 году принимал участие в подавлении восстания на Кругобайкальском тракте, за что был награждён орденом Св. Станислава I степени. C 1865 года начальник штаба Восточно-Сибирского военного округа. 7 августа 1868 года назначен председателем Восточно-Сибирского отделения Русского технического общества. Происходил из виленских дворян герба «Лелива».

## Биография[2][3]
Происходил из дворян Виленской губернии. Родился 21 апреля 1829 года. Его отец, Казимир Юстинович, несмотря на блестящее образование (окончил Виленский университет со степенью кандидата философии), в служебном мире занимал довольно скромное место — в конце тридцатых годов XIX века в возрасте, приближающемся к пятидесяти, был всего лишь титулярным советником в должности штатного смотрителя Оршанского уездного училища для дворян. Болеслав Кукель был старшим ребенком в семье, имел брата Бронислава (двумя годами моложе), который, кстати, тоже некоторое время служил в Сибири при Н. Н. Муравьёве, и сестру Елену. Вероисповедание семьи — римско-католическое. Имения у родителей не было.
После успешного окончания курса офицерских классов Главного инженерного училища, известного впоследствии как Инженерная академия, пробыл несколько месяцев при петербургской инженерной дистанции. Современники сходятся на том, что Б. К. Кукель был человеком действительно высокообразованным. Борис Милютин называл его образование «многосторонним».
В Восточной Сибири появился в 1851 году в числе чиновников-«муравьевцев», так сказать, второй волны. В тот год Н. Н. Муравьёву удалось провести в правительственной сфере свои предложения по преобразованию управления Якутской области, созданию Забайкальской области и перечисления в казаки горнозаводских крестьян Нерчинских горных заводов. Формировалось Забайкальское казачье войско, и при войсках — довольно обширный артиллерийский парк. Следствием этого явилась «необходимость создать новое управление этими частями и увеличить число состоящих при генерал-губернаторе и командующем войсками офицеров». Довольно внушителен приводимый в воспоминаниях Бернгарда Струве перечень адъютантов и чиновников особых поручений по различным ведомствам, прибывших в это время на службу к Н. Н. Муравьёву. Среди них и «для особых поручений по военному ведомству инженер Б. К. Кукель».
В том же 1851 году Болеслав Казимирович был зачислен в Забайкальское казачье войско с чином сотника. Судя по воспоминаниям Ахеллеса Забаринского, в числе первых поручений, возложенных на молодого и энергичного «состоящего для особых поручений из инженеров Кукеля», было составление чертежей и смет на возведение построек для частей Забайкальского войска, а «равно и все соображения по этому предмету». Едва были закончены проекты зданий, как ему предписано было отправиться в Забайкальскую область, выбрать места и исполнить на месте утверждённые постройки. Эти занятия, составившие служебную деятельность первых двух лет молодого есаула, прошли не бесследно для него и доставили ему запас основательного знакомства с нуждами казачьих поселений края, что, со вступлением его в должность столоначальника Казачьего отделения ГУВС (Главное управление Восточной Сибири) в 1853 году, не могло не принести большой пользы.
В этот период он уже пользуется исключительным доверием Н. Н. Муравьёва, который поручает ему, в частности, некоторые дела, связанные с подготовкой первого Амурского сплава. Болеслав Казимирович, не прекращая занятий делопроизводством в центральном казачьем управлении, в то же время исполнял весьма многосложные поручения, отправляясь каждый раз в Забайкальскую область на места расположений, касавшихся сборов поселенцев, сплава их, а также сплава казённых грузов.
Управляющим VI казачьим отделением ГУВС тогда был Михаил Корсаков (с 13 февраля 1852 года по 14 декабря 1855 года), а управляющим частью генерального штаба при командующем войсками Восточной Сибири — Ахеллес Забаринский. Иногда Забаринскому, в отсутствие Корсакова, доверялось управление Казачьим отделением. За отсутствием же обоих «заправлять» казачьим отделением Н. Н. Муравьёв назначал Владимира Рыкачёва либо Болеслава Кукеля, о чем свидетельствует, в частности, его переписка с М. С. Корсаковым. Сохранились и документы, подписанные в этот период есаулом Кукелем «за управляющего Казачьим отделением».
В связи с увольнением в 1855 году военного губернатора Забайкальской области П. И. Запольского, его место занял Михаил Корсаков. Вместо Корсакова управлять Казачьим отделением был назначен войсковой старшина Болеслав Кукель.
15 ноября 1857 года Б. Кукель был произведён за отличие по службе в подполковники. В 1858 году, после занятий в комиссии, бывшей под председательством генерал-губернатора графа Н. Н. Муравьёва, по устройству вновь приобретённого Амурского края и по составлению им лично проекта положения Амурского казачьего войска, он награждён орденом Святого Владимира 4-й степени.
Отправляю множество важных бумаг, но две главнейшие: первая об устройстве моего штаба с производством и назначением Кукеля…

— Н. Н. Муравьёв пишет М. С. Корсакову в Петербург 26 января 1859 года. Ясно, что речь идет о производстве Б. К. Кукеля в полковники, состоявшемся накануне. Одновременно он был назначен начальником Штаба войск Восточной Сибири и председателем военно-расходного комитета, учреждённого для заведования капиталом на расходы по устройству Амурского края. В то же время, он был непосредственным руководителем дел, касавшихся переселения и водворения в казачьих войсках 15 000 человек нижних чинов, выделенных в Восточную Сибирь из отдельного корпуса внутренней стражи. А уже в августе 1860 года Н. Н. Муравьёв пишет тому же М. С. Корсакову: 
О производстве Кукеля в генералы хоть к шестому декабря – твое дело похлопотать.
 Тем не менее, при Н. Н. Муравьёве Б. К. Кукель генералом ещё не стал.

К концу управления Муравьёва, Болеслав Казимирович имел чин полковника. Итак, за пять лет — от есаула (1854) до полковника (1859) — то есть четыре ступени Табели о рангах, плюс два ордена. Не блестящая ли карьера? Даже Борис Милютин, утверждая, что «присвоенная Восточной Сибири во времена графа Муравьёва репутация страны карьеристов не оправдывается», вынужден все-таки сделать исключение для двоих, «как выдающихся в этом отношении личностей» — М. С. Корсакова и Б. К. Кукеля. 
Причем карьера последнего, как я мог убедиться при сличении формуляров, - продолжает Милютин, - была быстрее корсаковской, что оправдывалось многосторонним образованием, полученным Кукелем.
 Во времена графа Н. Н. Муравьёва, отмечает тот же автор в другом месте своих воспоминаний, 
...пером Восточной Сибири называли Кукеля, под пером которого получили окончательную отделку наиболее капитальные работы и по гражданскому ведомству, хотя фактически Кукель был начальником штаба.

«Старая смолянка» Варвара Быкова отмечает в своих записках, относящихся к концу пятидесятых годов, что в окружении графа Амурского 
…из военных блистал Кукель, будучи вторым лицом и сильнейшим после Муравьева.

По отзыву служившего некоторое время под началом Б. К. Кукеля П. А. Кропоткина, 
…Кукель — превосходнейший человек по отзыву всех, молод, артист, отлично играет и поет, и вообще мне очень понравился, тихий, ровный, простой .
Болеслав Казимирович был женат на Екатерине, дочери горного инженера, ревизора частных золотых промыслов Василия Клеймёнова, в браке имел четверых детей.
Между тем, заселение и организация прилегающих к Амуру местностей возбудили сами собою многочисленные вопросы, и потому разрешение их и всестороннее обсуждение потребовало в январе 1861 года присутствия генерал-губернатора в Петербург: вместе с графом Н. Н. Муравьёвым в Петербург едет и — назначенный заведующим походной канцелярией генерал-губернатора — Б. К. Кукель. Именно он снял в столице квартиру, в которой собрались все бывшие в то время в Санкт-Петербурге чиновные и отставные сибиряки, чтобы вручить прощальный подарок Н. Н. Муравьёву.
Неутомимые занятия в Петербурге и, затем, продолжение занятий в Иркутске по штабу, по Казачьему отделению Главного управления и по всем вопросам, касающимся Амурской области, были вознаграждены в 1862 году производством его 27 апреля в генерал-майоры, с утверждением должности начальника штаба.

В начале корсаковского генерал-губернаторства Б. К. Кукель назначен военным губернатором Забайкальской области и наказным атаманом войск. О возможности и желательности такого назначения граф Н. Н. Муравьёв-Амурский писал М. С. Корсакову еще весной 1860 года. Среди заметок о начале кукелевского губернаторства в Чите наибольший интерес представляет оригинально-раздражённый текст мизантропа Д. И. Завалишина (о себе автор пишет в третьем лице): 
Кукель, много обязанный Дмитрию Иринарховичу, когда был в низших чинах и даже получавший награды за труды, принадлежащие собственно Дмитрию Иринарховичу, но затем ставший одним из главных деятелей по злоупотреблениям, возвысившийся в десять лет от звания поручика до начальника штаба и губернатора, – этот Кукель, приехав в Читу на губернаторство, явился с повинной к Д. И. Завалишину, сознался во вреде прежнего образа действий и начал проповедовать своим подчиненным новые правила… Впрочем, во время своего губернаторства в Чите, во всем, что было на глазах у Дмитрия Иринарховича, Кукель старался сообразовываться с его мнением. В утверждение сего есть несколько документов…
Однако оставаться в должности военного губернатора Забайкальской области пришлось недолго. Уже в 1863 году он вернулся на прежнее место службы членом Совета, управляющим отделением ГУВС, и Начальником Штаба войск Восточной Сибири. Причиной к таковой перестановке послужило неосторожное письмо, отправленное из-за границы известным анархистом Михаилом Бакуниным, с которым Кукель был знаком в бытность его в иркутской ссылке. В правительственных сферах с трудом соглашались даже на перевод Б. К. Кукеля на его прежнюю должность.
Возникший в 1862 году вопрос о новой организации сухопутных сил в мирное время, как известно, был перенесён военным министерством и на восточные окраины империи, причём ближайшее рассмотрение и применение выработанных начал к местным условиям края было возложено, в 1864 году, генерал-губернатором, на генерала Б. К. Кукеля, который принёс этому делу большую пользу.
Выработанные применения были Высочайше утверждены в 1865 году, причём приведение в исполнение штатов вновь учреждённых в Восточной Сибири местных войск и организация их были возложены на генерал-майора Кукеля.
Этот громадный и немаловажный труд был исполнен генералом со свойственными ему энергией и знанием. Назначенный тогда же начальником окружного штаба, Болеслав Казимирович, в 1866 году, в вознаграждение за благоразумную распорядительность и решительные меры, принятые им лично по случаю отсутствия на Амуре командующего войсками, и, благодаря которым, возникшие беспорядки от вооружённых покушений политических ссыльных поляков на кругобайкальской дороге были подавлены в самом начале, Всемилостивейше пожалован орденом Святого Станислава 1-й степени.
Последние два года, не переставая трудиться по всем вопросам, касавшимся края, и по управлению штабом и местными войсками, начал чувствовать расстройство здоровья — как последствие усиленных кабинетных занятий. Но, несмотря на всю видимую необходимость обратить наконец внимание на своё лечение, он продолжал свои занятия, за которые в 1868 году был награждён орденом Святой Анны 1-й степени.
Наконец, чувствуя весьма серьёзное расстройство здоровья, признал необходимым приступить к серьёзному лечению, но, не желая оставить незаконченными предпринятые работы по вопросам, предложенным генерал-губернатором и возникшим в последнее время, относительно устройства Сахалина и реорганизации войск Приморской области, он продолжал усиленно трудиться, и только в январе мог отправиться в Петербург. Здесь, по окончании, в присутствии командующего войсками, совещаний касавшихся края, он полагал ещё не потерянным время на лечение. Император, по ходатайствам военного министра и командующего войсками, в уважение многочисленных заслуг генерал-майора Б. К. Кукеля, Всемилостивейше пожаловал ему аренду, а во внимание болезненного состояния, ему даровано пособие, вместе с разрешением отправиться к заграничным минеральным водам Карлсбада, где он 6 июня 1869 года , на сороковом году жизни, и скончался.
Болеслав Казимирович Кукель был, по общему признанию, одним из самых блестящих деятелей муравьёвского времени.

## Звания[15]
- с 13 июля 1848 — (?) офицер[16]
- (?) 1851 — сотник
- (?) 1853 — есаул
- 4 марта 1856 — войсковой старшина[17]
- 15 ноября 1857 — подполковник[16]
- 26 августа 1858 — полковник[18]
- 17 апреля 1862 — генерал-майор («по иррегулярным войскам»)[19]

## Награды
- Орден Св. Владимира 4-й ст. (1858)[16]
- Орден Св. Анны 2-й ст. (1861)[19]
- Орден Св. Владимира 3-й ст. (1865)[20]
- Орден Св. Станислава 1-й ст. (1866)[20]
- Орден Св. Анны 1-й ст. (1868)[21]

## Семья
Жена — Екатерина Васильевна Клеймёнова (? — май 1866). Их дети:
- Василий Болеславович Кукель (4 августа 1854 — ?) — прапорщик Лейб-гвардии Конно-Гренадерский полка, коллежский секретарь (1879)[25]
- Андрей Болеславович Кукель (26 августа 1860 — 31 марта 1894) — дипломат, делопроизводитель VII класса Азиатского деп-та МИД (1894)[26]; женился 18 апреля 1882 года на дочери адмирала Геннадия Ивановича Невельского Марии[27] (1855 — ок. 1920)
- Нина Болеславовна Кукель (11 апреля 1863—1942)
- Елена Болеславовна Кукель (2 ноября 1864—1920)

Внуки
- Сергей Андреевич Кукель — капитан 1-го ранга
- Владимир Андреевич Кукель — капитан 1-го ранга

### Генеалогическое древо
|                                                   |                                                   |                                                   |                                                   |                                                   |                                                   |  |  | Герб «Лелива»                                      | Герб «Лелива»                                      | Герб «Лелива»                                      | Герб «Лелива»                                      | Герб «Лелива»                                      | Герб «Лелива»                                      |  |  | VII к.                                            | VII к.                                            | VII к.                                            | VII к.                                            | VII к.                                            | VII к.                                            |  |  |                                         |                                         |                                         |                                         |                                         |                                         |                                        |                                        |                                               |                                               |                                               |                                               |                                               |                                               |                                          |                                          |                                              |                                              |                                              |                                              |                                              |                                              |  |  |  |  |  |  |  |  |  |  |  |  |  |  |  |  |  |  |  |  |  |  |
|                                                   |                                                   |                                                   |                                                   |                                                   |                                                   |  |  | Герб «Лелива»                                      | Герб «Лелива»                                      | Герб «Лелива»                                      | Герб «Лелива»                                      | Герб «Лелива»                                      | Герб «Лелива»                                      |  |  | VII к.                                            | VII к.                                            | VII к.                                            | VII к.                                            | VII к.                                            | VII к.                                            |  |  |                                         |                                         |                                         |                                         |                                         |                                         |                                        |                                        |                                               |                                               |                                               |                                               |                                               |                                               |                                          |                                          |                                              |                                              |                                              |                                              |                                              |                                              |  |  |  |  |  |  |  |  |  |  |  |  |  |  |  |  |  |  |  |  |  |  |
|                                                   |                                                   |                                                   |                                                   |                                                   |                                                   |  |  |                                                    |                                                    |                                                    |                                                    |                                                    |                                                    |  |  | Кукель Казимир Юстинович (р. 1792)                | Кукель Казимир Юстинович (р. 1792)                | Кукель Казимир Юстинович (р. 1792)                | Кукель Казимир Юстинович (р. 1792)                | Кукель Казимир Юстинович (р. 1792)                | Кукель Казимир Юстинович (р. 1792)                |  |  |                                         |                                         |                                         |                                         |                                         |                                         |                                        |                                        | Невельской Иван Алексеевич (1776—1821)        | Невельской Иван Алексеевич (1776—1821)        | Невельской Иван Алексеевич (1776—1821)        | Невельской Иван Алексеевич (1776—1821)        | Невельской Иван Алексеевич (1776—1821)        | Невельской Иван Алексеевич (1776—1821)        |                                          |                                          |                                              |                                              |                                              |                                              |                                              |                                              |  |  |  |  |  |  |  |  |  |  |  |  |  |  |  |  |  |  |  |  |  |  |
|                                                   |                                                   |                                                   |                                                   |                                                   |                                                   |  |  |                                                    |                                                    |                                                    |                                                    |                                                    |                                                    |  |  | Кукель Казимир Юстинович (р. 1792)                | Кукель Казимир Юстинович (р. 1792)                | Кукель Казимир Юстинович (р. 1792)                | Кукель Казимир Юстинович (р. 1792)                | Кукель Казимир Юстинович (р. 1792)                | Кукель Казимир Юстинович (р. 1792)                |  |  |                                         |                                         |                                         |                                         |                                         |                                         |                                        |                                        | Невельской Иван Алексеевич (1776—1821)        | Невельской Иван Алексеевич (1776—1821)        | Невельской Иван Алексеевич (1776—1821)        | Невельской Иван Алексеевич (1776—1821)        | Невельской Иван Алексеевич (1776—1821)        | Невельской Иван Алексеевич (1776—1821)        |                                          |                                          |                                              |                                              |                                              |                                              |                                              |                                              |  |  |  |  |  |  |  |  |  |  |  |  |  |  |  |  |  |  |  |  |  |  |
|                                                   |                                                   |                                                   |                                                   |                                                   |                                                   |  |  |                                                    |                                                    |                                                    |                                                    |                                                    |                                                    |  |  |                                                   |                                                   |                                                   |                                                   |                                                   |                                                   |  |  |                                         |                                         |                                         |                                         |                                         |                                         |                                        |                                        |                                               |                                               |                                               |                                               |                                               |                                               |                                          |                                          |                                              |                                              |                                              |                                              |                                              |                                              |  |  |  |  |  |  |  |  |  |  |  |  |  |  |  |  |  |  |  |  |  |  |
| Кукель Бронислав Казимирович (1832—1914)          | Кукель Бронислав Казимирович (1832—1914)          | Кукель Бронислав Казимирович (1832—1914)          | Кукель Бронислав Казимирович (1832—1914)          | Кукель Бронислав Казимирович (1832—1914)          | Кукель Бронислав Казимирович (1832—1914)          |  |  | Кукель Елена Казимировна (1837—?)                  | Кукель Елена Казимировна (1837—?)                  | Кукель Елена Казимировна (1837—?)                  | Кукель Елена Казимировна (1837—?)                  | Кукель Елена Казимировна (1837—?)                  | Кукель Елена Казимировна (1837—?)                  |  |  | Кукель Болеслав Казимирович (1829—1869)           | Кукель Болеслав Казимирович (1829—1869)           | Кукель Болеслав Казимирович (1829—1869)           | Кукель Болеслав Казимирович (1829—1869)           | Кукель Болеслав Казимирович (1829—1869)           | Кукель Болеслав Казимирович (1829—1869)           |  |  | Чечотт Леонтина Казимировна (1842—1924) | Чечотт Леонтина Казимировна (1842—1924) | Чечотт Леонтина Казимировна (1842—1924) | Чечотт Леонтина Казимировна (1842—1924) | Чечотт Леонтина Казимировна (1842—1924) | Чечотт Леонтина Казимировна (1842—1924) |                                        |                                        | Невельской Геннадий Иванович (1813—1876)      | Невельской Геннадий Иванович (1813—1876)      | Невельской Геннадий Иванович (1813—1876)      | Невельской Геннадий Иванович (1813—1876)      | Невельской Геннадий Иванович (1813—1876)      | Невельской Геннадий Иванович (1813—1876)      |                                          |                                          | Ельчанинова Екатеринa Николаевнa (1831—1879) | Ельчанинова Екатеринa Николаевнa (1831—1879) | Ельчанинова Екатеринa Николаевнa (1831—1879) | Ельчанинова Екатеринa Николаевнa (1831—1879) | Ельчанинова Екатеринa Николаевнa (1831—1879) | Ельчанинова Екатеринa Николаевнa (1831—1879) |  |  |  |  |  |  |  |  |  |  |  |  |  |  |  |  |  |  |  |  |  |  |
| Кукель Бронислав Казимирович (1832—1914)          | Кукель Бронислав Казимирович (1832—1914)          | Кукель Бронислав Казимирович (1832—1914)          | Кукель Бронислав Казимирович (1832—1914)          | Кукель Бронислав Казимирович (1832—1914)          | Кукель Бронислав Казимирович (1832—1914)          |  |  | Кукель Елена Казимировна (1837—?)                  | Кукель Елена Казимировна (1837—?)                  | Кукель Елена Казимировна (1837—?)                  | Кукель Елена Казимировна (1837—?)                  | Кукель Елена Казимировна (1837—?)                  | Кукель Елена Казимировна (1837—?)                  |  |  | Кукель Болеслав Казимирович (1829—1869)           | Кукель Болеслав Казимирович (1829—1869)           | Кукель Болеслав Казимирович (1829—1869)           | Кукель Болеслав Казимирович (1829—1869)           | Кукель Болеслав Казимирович (1829—1869)           | Кукель Болеслав Казимирович (1829—1869)           |  |  | Чечотт Леонтина Казимировна (1842—1924) | Чечотт Леонтина Казимировна (1842—1924) | Чечотт Леонтина Казимировна (1842—1924) | Чечотт Леонтина Казимировна (1842—1924) | Чечотт Леонтина Казимировна (1842—1924) | Чечотт Леонтина Казимировна (1842—1924) |                                        |                                        | Невельской Геннадий Иванович (1813—1876)      | Невельской Геннадий Иванович (1813—1876)      | Невельской Геннадий Иванович (1813—1876)      | Невельской Геннадий Иванович (1813—1876)      | Невельской Геннадий Иванович (1813—1876)      | Невельской Геннадий Иванович (1813—1876)      |                                          |                                          | Ельчанинова Екатеринa Николаевнa (1831—1879) | Ельчанинова Екатеринa Николаевнa (1831—1879) | Ельчанинова Екатеринa Николаевнa (1831—1879) | Ельчанинова Екатеринa Николаевнa (1831—1879) | Ельчанинова Екатеринa Николаевнa (1831—1879) | Ельчанинова Екатеринa Николаевнa (1831—1879) |  |  |  |  |  |  |  |  |  |  |  |  |  |  |  |  |  |  |  |  |  |  |
|                                                   |                                                   |                                                   |                                                   |                                                   |                                                   |  |  |                                                    |                                                    |                                                    |                                                    |                                                    |                                                    |  |  |                                                   |                                                   |                                                   |                                                   |                                                   |                                                   |  |  |                                         |                                         |                                         |                                         |                                         |                                         |                                        |                                        |                                               |                                               |                                               |                                               |                                               |                                               |                                          |                                          |                                              |                                              |                                              |                                              |                                              |                                              |  |  |  |  |  |  |  |  |  |  |  |  |  |  |  |  |  |  |  |  |  |  |
|                                                   |                                                   |                                                   |                                                   |                                                   |                                                   |  |  |                                                    |                                                    |                                                    |                                                    |                                                    |                                                    |  |  |                                                   |                                                   |                                                   |                                                   |                                                   |                                                   |  |  |                                         |                                         |                                         |                                         |                                         |                                         |                                        |                                        |                                               |                                               |                                               |                                               |                                               |                                               |                                          |                                          |                                              |                                              |                                              |                                              |                                              |                                              |  |  |  |  |  |  |  |  |  |  |  |  |  |  |  |  |  |  |  |  |  |  |
| Кукель-Краевский Владислав Брониславович (1869—?) | Кукель-Краевский Владислав Брониславович (1869—?) | Кукель-Краевский Владислав Брониславович (1869—?) | Кукель-Краевский Владислав Брониславович (1869—?) | Кукель-Краевский Владислав Брониславович (1869—?) | Кукель-Краевский Владислав Брониславович (1869—?) |  |  | Кукель Сигизмунд Брониславович (1870—?)            | Кукель Сигизмунд Брониславович (1870—?)            | Кукель Сигизмунд Брониславович (1870—?)            | Кукель Сигизмунд Брониславович (1870—?)            | Кукель Сигизмунд Брониславович (1870—?)            | Кукель Сигизмунд Брониславович (1870—?)            |  |  | Кукель Василий Болеславович (1854—?)              | Кукель Василий Болеславович (1854—?)              | Кукель Василий Болеславович (1854—?)              | Кукель Василий Болеславович (1854—?)              | Кукель Василий Болеславович (1854—?)              | Кукель Василий Болеславович (1854—?)              |  |  |                                         |                                         |                                         |                                         | Кукель Андрей Болеславович (1860—1894)  | Кукель Андрей Болеславович (1860—1894)  | Кукель Андрей Болеславович (1860—1894) | Кукель Андрей Болеславович (1860—1894) | Кукель Андрей Болеславович (1860—1894)        | Кукель Андрей Болеславович (1860—1894)        |                                               |                                               | Невельская Мария Геннадьевна (1855—1917)      | Невельская Мария Геннадьевна (1855—1917)      | Невельская Мария Геннадьевна (1855—1917) | Невельская Мария Геннадьевна (1855—1917) | Невельская Мария Геннадьевна (1855—1917)     | Невельская Мария Геннадьевна (1855—1917)     |                                              |                                              |                                              |                                              |  |  |  |  |  |  |  |  |  |  |  |  |  |  |  |  |  |  |  |  |  |  |
| Кукель-Краевский Владислав Брониславович (1869—?) | Кукель-Краевский Владислав Брониславович (1869—?) | Кукель-Краевский Владислав Брониславович (1869—?) | Кукель-Краевский Владислав Брониславович (1869—?) | Кукель-Краевский Владислав Брониславович (1869—?) | Кукель-Краевский Владислав Брониславович (1869—?) |  |  | Кукель Сигизмунд Брониславович (1870—?)            | Кукель Сигизмунд Брониславович (1870—?)            | Кукель Сигизмунд Брониславович (1870—?)            | Кукель Сигизмунд Брониславович (1870—?)            | Кукель Сигизмунд Брониславович (1870—?)            | Кукель Сигизмунд Брониславович (1870—?)            |  |  | Кукель Василий Болеславович (1854—?)              | Кукель Василий Болеславович (1854—?)              | Кукель Василий Болеславович (1854—?)              | Кукель Василий Болеславович (1854—?)              | Кукель Василий Болеславович (1854—?)              | Кукель Василий Болеславович (1854—?)              |  |  |                                         |                                         |                                         |                                         | Кукель Андрей Болеславович (1860—1894)  | Кукель Андрей Болеславович (1860—1894)  | Кукель Андрей Болеславович (1860—1894) | Кукель Андрей Болеславович (1860—1894) | Кукель Андрей Болеславович (1860—1894)        | Кукель Андрей Болеславович (1860—1894)        |                                               |                                               | Невельская Мария Геннадьевна (1855—1917)      | Невельская Мария Геннадьевна (1855—1917)      | Невельская Мария Геннадьевна (1855—1917) | Невельская Мария Геннадьевна (1855—1917) | Невельская Мария Геннадьевна (1855—1917)     | Невельская Мария Геннадьевна (1855—1917)     |                                              |                                              |                                              |                                              |  |  |  |  |  |  |  |  |  |  |  |  |  |  |  |  |  |  |  |  |  |  |
|                                                   |                                                   |                                                   |                                                   |                                                   |                                                   |  |  |                                                    |                                                    |                                                    |                                                    |                                                    |                                                    |  |  |                                                   |                                                   |                                                   |                                                   |                                                   |                                                   |  |  |                                         |                                         |                                         |                                         |                                         |                                         |                                        |                                        |                                               |                                               |                                               |                                               |                                               |                                               |                                          |                                          |                                              |                                              |                                              |                                              |                                              |                                              |  |  |  |  |  |  |  |  |  |  |  |  |  |  |  |  |  |  |  |  |  |  |
|                                                   |                                                   |                                                   |                                                   |                                                   |                                                   |  |  |                                                    |                                                    |                                                    |                                                    |                                                    |                                                    |  |  |                                                   |                                                   |                                                   |                                                   |                                                   |                                                   |  |  |                                         |                                         |                                         |                                         |                                         |                                         |                                        |                                        |                                               |                                               |                                               |                                               |                                               |                                               |                                          |                                          |                                              |                                              |                                              |                                              |                                              |                                              |  |  |  |  |  |  |  |  |  |  |  |  |  |  |  |  |  |  |  |  |  |  |
|                                                   |                                                   |                                                   |                                                   |                                                   |                                                   |  |  |                                                    |                                                    |                                                    |                                                    |                                                    |                                                    |  |  | Кукель-Краевский Владимир Андреевич (1885—1938)   | Кукель-Краевский Владимир Андреевич (1885—1938)   | Кукель-Краевский Владимир Андреевич (1885—1938)   | Кукель-Краевский Владимир Андреевич (1885—1938)   | Кукель-Краевский Владимир Андреевич (1885—1938)   | Кукель-Краевский Владимир Андреевич (1885—1938)   |  |  |                                         |                                         |                                         |                                         |                                         |                                         |                                        |                                        | Кукель-Краевский Сергей Андреевич (1883—1941) | Кукель-Краевский Сергей Андреевич (1883—1941) | Кукель-Краевский Сергей Андреевич (1883—1941) | Кукель-Краевский Сергей Андреевич (1883—1941) | Кукель-Краевский Сергей Андреевич (1883—1941) | Кукель-Краевский Сергей Андреевич (1883—1941) |                                          |                                          |                                              |                                              |                                              |                                              |                                              |                                              |  |  |  |  |  |  |  |  |  |  |  |  |  |  |  |  |  |  |  |  |  |  |
|                                                   |                                                   |                                                   |                                                   |                                                   |                                                   |  |  |                                                    |                                                    |                                                    |                                                    |                                                    |                                                    |  |  | Кукель-Краевский Владимир Андреевич (1885—1938)   | Кукель-Краевский Владимир Андреевич (1885—1938)   | Кукель-Краевский Владимир Андреевич (1885—1938)   | Кукель-Краевский Владимир Андреевич (1885—1938)   | Кукель-Краевский Владимир Андреевич (1885—1938)   | Кукель-Краевский Владимир Андреевич (1885—1938)   |  |  |                                         |                                         |                                         |                                         |                                         |                                         |                                        |                                        | Кукель-Краевский Сергей Андреевич (1883—1941) | Кукель-Краевский Сергей Андреевич (1883—1941) | Кукель-Краевский Сергей Андреевич (1883—1941) | Кукель-Краевский Сергей Андреевич (1883—1941) | Кукель-Краевский Сергей Андреевич (1883—1941) | Кукель-Краевский Сергей Андреевич (1883—1941) |                                          |                                          |                                              |                                              |                                              |                                              |                                              |                                              |  |  |  |  |  |  |  |  |  |  |  |  |  |  |  |  |  |  |  |  |  |  |
|                                                   |                                                   |                                                   |                                                   |                                                   |                                                   |  |  |                                                    |                                                    |                                                    |                                                    |                                                    |                                                    |  |  |                                                   |                                                   |                                                   |                                                   |                                                   |                                                   |  |  |                                         |                                         |                                         |                                         |                                         |                                         |                                        |                                        |                                               |                                               |                                               |                                               |                                               |                                               |                                          |                                          |                                              |                                              |                                              |                                              |                                              |                                              |  |  |  |  |  |  |  |  |  |  |  |  |  |  |  |  |  |  |  |  |  |  |
| Кукель-Краевская Елена Владимировна (1924—?)      | Кукель-Краевская Елена Владимировна (1924—?)      | Кукель-Краевская Елена Владимировна (1924—?)      | Кукель-Краевская Елена Владимировна (1924—?)      | Кукель-Краевская Елена Владимировна (1924—?)      | Кукель-Краевская Елена Владимировна (1924—?)      |  |  |                                                    |                                                    |                                                    |                                                    |                                                    |                                                    |  |  | Кукель-Краевский Николай Владимирович (1921—2017) | Кукель-Краевский Николай Владимирович (1921—2017) | Кукель-Краевский Николай Владимирович (1921—2017) | Кукель-Краевский Николай Владимирович (1921—2017) | Кукель-Краевский Николай Владимирович (1921—2017) | Кукель-Краевский Николай Владимирович (1921—2017) |  |  | Гребенщикова Нина Сергеевна (1904—1979) | Гребенщикова Нина Сергеевна (1904—1979) | Гребенщикова Нина Сергеевна (1904—1979) | Гребенщикова Нина Сергеевна (1904—1979) | Гребенщикова Нина Сергеевна (1904—1979) | Гребенщикова Нина Сергеевна (1904—1979) |                                        |                                        | Кукель-Краевский Андрей Сергеевич (1910—1990) | Кукель-Краевский Андрей Сергеевич (1910—1990) | Кукель-Краевский Андрей Сергеевич (1910—1990) | Кукель-Краевский Андрей Сергеевич (1910—1990) | Кукель-Краевский Андрей Сергеевич (1910—1990) | Кукель-Краевский Андрей Сергеевич (1910—1990) |                                          |                                          | Кукель-Краевская Анна Сергеевна (1908—1973)  | Кукель-Краевская Анна Сергеевна (1908—1973)  | Кукель-Краевская Анна Сергеевна (1908—1973)  | Кукель-Краевская Анна Сергеевна (1908—1973)  | Кукель-Краевская Анна Сергеевна (1908—1973)  | Кукель-Краевская Анна Сергеевна (1908—1973)  |  |  |  |  |  |  |  |  |  |  |  |  |  |  |  |  |  |  |  |  |  |  |
| Кукель-Краевская Елена Владимировна (1924—?)      | Кукель-Краевская Елена Владимировна (1924—?)      | Кукель-Краевская Елена Владимировна (1924—?)      | Кукель-Краевская Елена Владимировна (1924—?)      | Кукель-Краевская Елена Владимировна (1924—?)      | Кукель-Краевская Елена Владимировна (1924—?)      |  |  |                                                    |                                                    |                                                    |                                                    |                                                    |                                                    |  |  | Кукель-Краевский Николай Владимирович (1921—2017) | Кукель-Краевский Николай Владимирович (1921—2017) | Кукель-Краевский Николай Владимирович (1921—2017) | Кукель-Краевский Николай Владимирович (1921—2017) | Кукель-Краевский Николай Владимирович (1921—2017) | Кукель-Краевский Николай Владимирович (1921—2017) |  |  | Гребенщикова Нина Сергеевна (1904—1979) | Гребенщикова Нина Сергеевна (1904—1979) | Гребенщикова Нина Сергеевна (1904—1979) | Гребенщикова Нина Сергеевна (1904—1979) | Гребенщикова Нина Сергеевна (1904—1979) | Гребенщикова Нина Сергеевна (1904—1979) |                                        |                                        | Кукель-Краевский Андрей Сергеевич (1910—1990) | Кукель-Краевский Андрей Сергеевич (1910—1990) | Кукель-Краевский Андрей Сергеевич (1910—1990) | Кукель-Краевский Андрей Сергеевич (1910—1990) | Кукель-Краевский Андрей Сергеевич (1910—1990) | Кукель-Краевский Андрей Сергеевич (1910—1990) |                                          |                                          | Кукель-Краевская Анна Сергеевна (1908—1973)  | Кукель-Краевская Анна Сергеевна (1908—1973)  | Кукель-Краевская Анна Сергеевна (1908—1973)  | Кукель-Краевская Анна Сергеевна (1908—1973)  | Кукель-Краевская Анна Сергеевна (1908—1973)  | Кукель-Краевская Анна Сергеевна (1908—1973)  |  |  |  |  |  |  |  |  |  |  |  |  |  |  |  |  |  |  |  |  |  |  |
|                                                   |                                                   |                                                   |                                                   |                                                   |                                                   |  |  |                                                    |                                                    |                                                    |                                                    |                                                    |                                                    |  |  |                                                   |                                                   |                                                   |                                                   |                                                   |                                                   |  |  |                                         |                                         |                                         |                                         |                                         |                                         |                                        |                                        |                                               |                                               |                                               |                                               |                                               |                                               |                                          |                                          |                                              |                                              |                                              |                                              |                                              |                                              |  |  |  |  |  |  |  |  |  |  |  |  |  |  |  |  |  |  |  |  |  |  |
| Кукель-Краевская Вера Витальевна (р. 1956)        | Кукель-Краевская Вера Витальевна (р. 1956)        | Кукель-Краевская Вера Витальевна (р. 1956)        | Кукель-Краевская Вера Витальевна (р. 1956)        | Кукель-Краевская Вера Витальевна (р. 1956)        | Кукель-Краевская Вера Витальевна (р. 1956)        |  |  | Кукель-Краевский Александр Николаевич (р. 1955)    | Кукель-Краевский Александр Николаевич (р. 1955)    | Кукель-Краевский Александр Николаевич (р. 1955)    | Кукель-Краевский Александр Николаевич (р. 1955)    | Кукель-Краевский Александр Николаевич (р. 1955)    | Кукель-Краевский Александр Николаевич (р. 1955)    |  |  | Кукель-Краевский Юрий Николаевич (р. 1946)        | Кукель-Краевский Юрий Николаевич (р. 1946)        | Кукель-Краевский Юрий Николаевич (р. 1946)        | Кукель-Краевский Юрий Николаевич (р. 1946)        | Кукель-Краевский Юрий Николаевич (р. 1946)        | Кукель-Краевский Юрий Николаевич (р. 1946)        |  |  | Миляева Наталия Андреевна (1946—2017)   | Миляева Наталия Андреевна (1946—2017)   | Миляева Наталия Андреевна (1946—2017)   | Миляева Наталия Андреевна (1946—2017)   | Миляева Наталия Андреевна (1946—2017)   | Миляева Наталия Андреевна (1946—2017)   |                                        |                                        | Кукель-Краевский Сергей Андреевич (р. 1949)   | Кукель-Краевский Сергей Андреевич (р. 1949)   | Кукель-Краевский Сергей Андреевич (р. 1949)   | Кукель-Краевский Сергей Андреевич (р. 1949)   | Кукель-Краевский Сергей Андреевич (р. 1949)   | Кукель-Краевский Сергей Андреевич (р. 1949)   |                                          |                                          |                                              |                                              |                                              |                                              |                                              |                                              |  |  |  |  |  |  |  |  |  |  |  |  |  |  |  |  |  |  |  |  |  |  |
| Кукель-Краевская Вера Витальевна (р. 1956)        | Кукель-Краевская Вера Витальевна (р. 1956)        | Кукель-Краевская Вера Витальевна (р. 1956)        | Кукель-Краевская Вера Витальевна (р. 1956)        | Кукель-Краевская Вера Витальевна (р. 1956)        | Кукель-Краевская Вера Витальевна (р. 1956)        |  |  | Кукель-Краевский Александр Николаевич (р. 1955)    | Кукель-Краевский Александр Николаевич (р. 1955)    | Кукель-Краевский Александр Николаевич (р. 1955)    | Кукель-Краевский Александр Николаевич (р. 1955)    | Кукель-Краевский Александр Николаевич (р. 1955)    | Кукель-Краевский Александр Николаевич (р. 1955)    |  |  | Кукель-Краевский Юрий Николаевич (р. 1946)        | Кукель-Краевский Юрий Николаевич (р. 1946)        | Кукель-Краевский Юрий Николаевич (р. 1946)        | Кукель-Краевский Юрий Николаевич (р. 1946)        | Кукель-Краевский Юрий Николаевич (р. 1946)        | Кукель-Краевский Юрий Николаевич (р. 1946)        |  |  | Миляева Наталия Андреевна (1946—2017)   | Миляева Наталия Андреевна (1946—2017)   | Миляева Наталия Андреевна (1946—2017)   | Миляева Наталия Андреевна (1946—2017)   | Миляева Наталия Андреевна (1946—2017)   | Миляева Наталия Андреевна (1946—2017)   |                                        |                                        | Кукель-Краевский Сергей Андреевич (р. 1949)   | Кукель-Краевский Сергей Андреевич (р. 1949)   | Кукель-Краевский Сергей Андреевич (р. 1949)   | Кукель-Краевский Сергей Андреевич (р. 1949)   | Кукель-Краевский Сергей Андреевич (р. 1949)   | Кукель-Краевский Сергей Андреевич (р. 1949)   |                                          |                                          |                                              |                                              |                                              |                                              |                                              |                                              |  |  |  |  |  |  |  |  |  |  |  |  |  |  |  |  |  |  |  |  |  |  |
|                                                   |                                                   |                                                   |                                                   |                                                   |                                                   |  |  |                                                    |                                                    |                                                    |                                                    |                                                    |                                                    |  |  |                                                   |                                                   |                                                   |                                                   |                                                   |                                                   |  |  |                                         |                                         |                                         |                                         |                                         |                                         |                                        |                                        |                                               |                                               |                                               |                                               |                                               |                                               |                                          |                                          |                                              |                                              |                                              |                                              |                                              |                                              |  |  |  |  |  |  |  |  |  |  |  |  |  |  |  |  |  |  |  |  |  |  |
| Калинкина Ирина Александровна (р. 1985)           | Калинкина Ирина Александровна (р. 1985)           | Калинкина Ирина Александровна (р. 1985)           | Калинкина Ирина Александровна (р. 1985)           | Калинкина Ирина Александровна (р. 1985)           | Калинкина Ирина Александровна (р. 1985)           |  |  | Кукель-Краевская Екатерина Александровна (р. 1991) | Кукель-Краевская Екатерина Александровна (р. 1991) | Кукель-Краевская Екатерина Александровна (р. 1991) | Кукель-Краевская Екатерина Александровна (р. 1991) | Кукель-Краевская Екатерина Александровна (р. 1991) | Кукель-Краевская Екатерина Александровна (р. 1991) |  |  | Кукель-Краевский Андрей Юрьевич (р. 1979)         | Кукель-Краевский Андрей Юрьевич (р. 1979)         | Кукель-Краевский Андрей Юрьевич (р. 1979)         | Кукель-Краевский Андрей Юрьевич (р. 1979)         | Кукель-Краевский Андрей Юрьевич (р. 1979)         | Кукель-Краевский Андрей Юрьевич (р. 1979)         |  |  |                                         |                                         |                                         |                                         |                                         |                                         |                                        |                                        | Кукель-Краевский Болеслав Сергеевич (р. 1975) | Кукель-Краевский Болеслав Сергеевич (р. 1975) | Кукель-Краевский Болеслав Сергеевич (р. 1975) | Кукель-Краевский Болеслав Сергеевич (р. 1975) | Кукель-Краевский Болеслав Сергеевич (р. 1975) | Кукель-Краевский Болеслав Сергеевич (р. 1975) |                                          |                                          |                                              |                                              |                                              |                                              |                                              |                                              |  |  |  |  |  |  |  |  |  |  |  |  |  |  |  |  |  |  |  |  |  |  |
| Калинкина Ирина Александровна (р. 1985)           | Калинкина Ирина Александровна (р. 1985)           | Калинкина Ирина Александровна (р. 1985)           | Калинкина Ирина Александровна (р. 1985)           | Калинкина Ирина Александровна (р. 1985)           | Калинкина Ирина Александровна (р. 1985)           |  |  | Кукель-Краевская Екатерина Александровна (р. 1991) | Кукель-Краевская Екатерина Александровна (р. 1991) | Кукель-Краевская Екатерина Александровна (р. 1991) | Кукель-Краевская Екатерина Александровна (р. 1991) | Кукель-Краевская Екатерина Александровна (р. 1991) | Кукель-Краевская Екатерина Александровна (р. 1991) |  |  | Кукель-Краевский Андрей Юрьевич (р. 1979)         | Кукель-Краевский Андрей Юрьевич (р. 1979)         | Кукель-Краевский Андрей Юрьевич (р. 1979)         | Кукель-Краевский Андрей Юрьевич (р. 1979)         | Кукель-Краевский Андрей Юрьевич (р. 1979)         | Кукель-Краевский Андрей Юрьевич (р. 1979)         |  |  |                                         |                                         |                                         |                                         |                                         |                                         |                                        |                                        | Кукель-Краевский Болеслав Сергеевич (р. 1975) | Кукель-Краевский Болеслав Сергеевич (р. 1975) | Кукель-Краевский Болеслав Сергеевич (р. 1975) | Кукель-Краевский Болеслав Сергеевич (р. 1975) | Кукель-Краевский Болеслав Сергеевич (р. 1975) | Кукель-Краевский Болеслав Сергеевич (р. 1975) |                                          |                                          |                                              |                                              |                                              |                                              |                                              |                                              |  |  |  |  |  |  |  |  |  |  |  |  |  |  |  |  |  |  |  |  |  |  |
|                                                   |                                                   |                                                   |                                                   |                                                   |                                                   |  |  |                                                    |                                                    |                                                    |                                                    |                                                    |                                                    |  |  | Кукель-Краевский Максим Андреевич (р. 2009)       | Кукель-Краевский Максим Андреевич (р. 2009)       | Кукель-Краевский Максим Андреевич (р. 2009)       | Кукель-Краевский Максим Андреевич (р. 2009)       | Кукель-Краевский Максим Андреевич (р. 2009)       | Кукель-Краевский Максим Андреевич (р. 2009)       |  |  |                                         |                                         |                                         |                                         |                                         |                                         |                                        |                                        | Кукель-Краевский Ермил Болеславович (р. 1999) | Кукель-Краевский Ермил Болеславович (р. 1999) | Кукель-Краевский Ермил Болеславович (р. 1999) | Кукель-Краевский Ермил Болеславович (р. 1999) | Кукель-Краевский Ермил Болеславович (р. 1999) | Кукель-Краевский Ермил Болеславович (р. 1999) |                                          |                                          |                                              |                                              |                                              |                                              |                                              |                                              |  |  |  |  |  |  |  |  |  |  |  |  |  |  |  |  |  |  |  |  |  |  |

## Память
В честь Болеслава Казимировича Кукеля названо село Кукелево в ЕАО.

## Связи
- генерал-губернатор Восточной Сибири Муравьев-Амурский Н. Н.
- генерал-губернатор Восточной Сибири Корсаков М. С.
- адмирал Невельский Г. И.
- адъютант военного округа Шанявский А. Л.
- полковник Педашенко К. Н. (родной брат Педашенко И. К.)
- князь Кропоткин П. А.
- Бакунин М. А.